# NGC 281

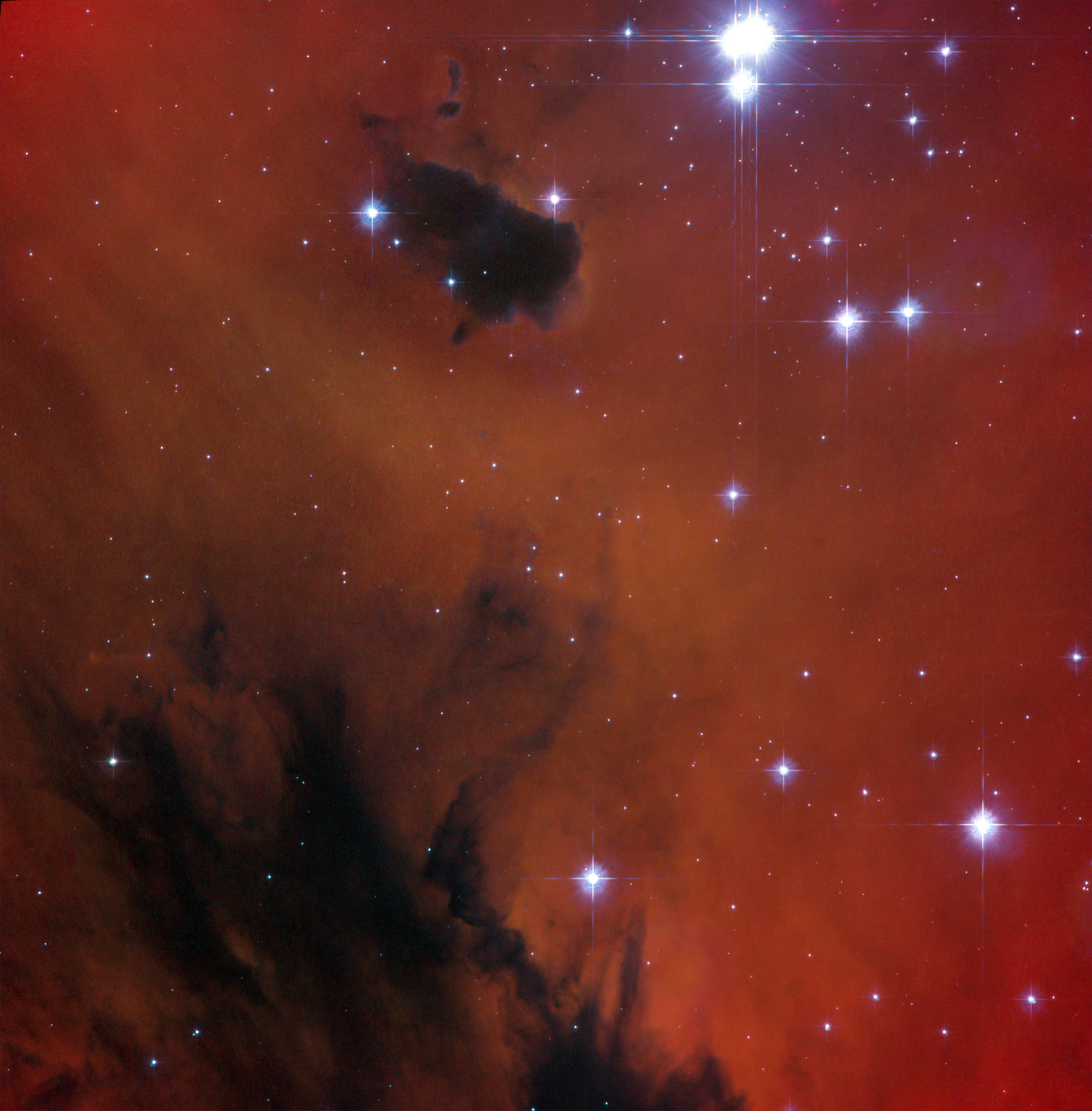
Den unga öppna stjärnhopen IC 1590, som finns inom stjärnbildningsregionen NGC 281

NGC 281, IC 11 eller Sh2-184 är en ljusstark emissionsnebulosa och en del av en H II-region i stjärnbilden Cassiopeja där den ingår i Vintergatans Perseus spiralarm. Den är också känd som Pacmannebulosan för sin likhet med tv-spelskaraktären. Den upptäcktes av Edward Barnard den 16 november 1881. Objektet är förbundet med den öppna stjärnhopen IC 1590, multipelstjärnan HD 5005 och flera bokglobuler.
Nebulosan är synlig i amatörteleskop från en mörk himmel. I sin bok Deep Sky Wonders beskriver Walter Scott Houston nebulosans utseende i små teleskop:
"Den var en svag glöd i närheten av multipelstjärnan, med ett tillfälligt intryck av en mycket större nebulositet ... Dess ytljus var mycket mindre än M33 i Triangeln eller NGC 205, Andromedagalaxens avlägsna följeslagare."

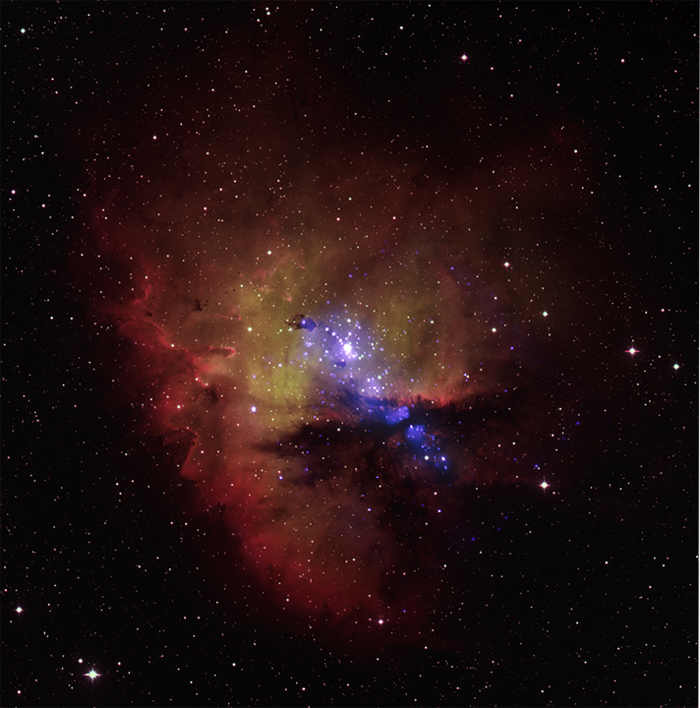
NGC 281 i optiska våglängder (röda, gula) och röntgenvåglängd (blå)